# کارول تاوریس
کارول تاوریس کارول تاوریز (انگلیسی: Carol Tavris؛ زادهٔ ۱۷ سپتامبر ۱۹۴۴) دانشمند در زمینه روانشناسی اجتماعی و فمینیسم اهل ایالات متحده آمریکا است. عمده فعالیت‌های حرفه‌ای این روشنفکر اجتماعی معطوف به تأثیر روانشناسی در باورها و رفتارهای جهت‌دهنده در زندگی انسان  است.